# Subasta de un dólar

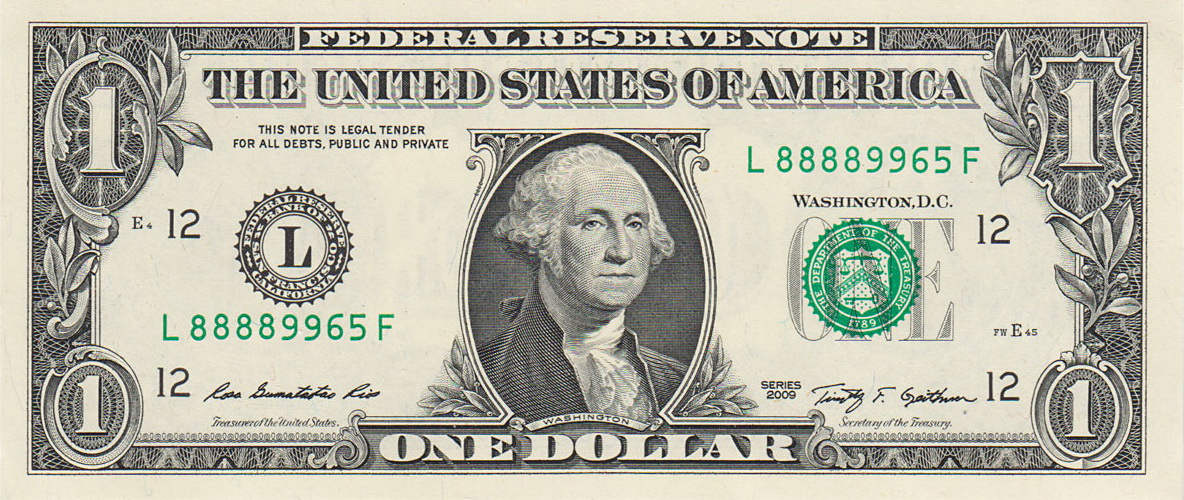
Un dólar.

La subasta de un dólar es un juego secuencial de suma no nula diseñado por el economista Martin Shubik para ilustrar una paradoja presentada por la teoría tradicional de la elección racional: los jugadores con información perfecta en el juego serán impulsados a realizar una decisión extremadamente irracional basada en una secuencia de las alternativas racionales efectuadas durante el juego.

## Disposición inicial
Un subastador ofrece en subasta un billete de un dólar con las siguientes condiciones:
1. El dólar será entregado a aquel que ofrezca el valor más alto, debiendo este comprador pagar la puja que haya realizado.
2. El solicitante que ofreció el precio inmediatamente inferior debe también pagar la puja efectuada, sin obtener nada a cambio de este pago.

Suponga que el juego empieza con uno de los jugadores ofreciendo 1 centavo, con lo que espera lograr un beneficio de 99 centavos. Inmediatamente será superado por un segundo jugador que ofrezca 2 centavos, ya que el beneficio de 98 centavos será igualmente deseable. Uno y otro van aumentando las pujas y disminuyendo el beneficio hasta que la subasta llega a 99 centavos. Suponiendo que un jugador haya pujado por 98 centavos y otro por 99, el primero tiene ahora la oportunidad de pujar por un dólar, lo que eliminaría su beneficio, o perder 98 centavos. Ahora el jugador con la puja de 99 centavos está en un dilema:
1. Puede pujar por 1 dólar y 1 centavo, ganado la subasta de un dólar pero perdiendo 1 centavo.
2. Puede dejar las cosas como están y perder 99 centavos.

En experimentos reales, al llegar a este punto los dos jugadores seguían pujando con el único beneficio de limitar sus pérdidas.

## Resultado
El juego en realidad no tiene ningún equilibrio, ya que dos jugadores racionales en este juego teóricamente pueden perder todo su dinero en beneficio del subastador. Ambos jugadores perderán dinero, pero el ganador perderá alrededor de 99 centavos menos que el perdedor. Puestas en práctica anecdóticas de este juego realizado en salones de clase han terminado únicamente cuando una de las partes perdió todo su dinero o cuando ha intervenido el profesor.

## Refutaciones
Han sido propuestos modelos cooperativos gracias a los cuales la subasta de un dólar prueba ser beneficiosa para los jugadores y perjudicial para el subastador. Si ambas partes que pujan por el dólar acuerdan una cooperación, ellos dos pueden juntarse y ofrecer dos centavos por el dólar, por lo que cada uno se beneficiará con 49 centavos. Sin embargo, esto deja de lado el hecho de que la subasta en cuestión es pública. Aunque el final del juego incluye solo a dos compradores, antes de que el precio llegue a 98 centavos un tercer comprador se puede sentir atraído por la subasta.
Para evitar la guerra de pujas, uno puede ofrecer 99 centavos más que la propuesta anterior, eliminando la posibilidad de que cualquier otra propuesta ofreciese un beneficio neto más alto (o una pérdida menor). Por ejemplo, si el comprador 1 ofrece ‘x’ centavos, entonces el comprador 2 habrá de ofrecer x+99. Si el comprador 1 propusiera un precio de x+99+1 centavos, él estaría an la situación de pagar x+99+1 centavos por el precio de un dólar, o en la posición de perder x centavos. Nótese que se trata del valor que corresponde también al caso de que él no hubiese incrementado su anterior propuesta. Un caso especial nos muestra al primer comprador que propone 99 centavos. En una situación como esta, el segundo comprador no ofrecerá una nueva propuesta, pues no tiene ningún potencial para generar beneficio. El primer jugador gana 1 centavo en beneficios y el segundo no pagará nada y no ganará nada.
La subasta de un dólar es usada con frecuencia como un ejemplo sencillo de la irracional escalada de compromisos. Al terminar el juego, aunque ambos jugadores perderán dinero, ellos continuarán proponiendo precios más altos mucho más allá del punto en que la diferencia de un dólar entre las pérdida del ganador y del perdedor sean despreciables. Ambos estarán impulsados a proponer precios más altos en razón de su inversión ya realizada y en razón también de su ego.
La subasta de un dólar es usada en ocasiones para refutar los cálculos de valor esperado. La disposición típica mostrara que a un precio propuesto de 99 centavos y un segundo precio propuesto de 98 centavos, la puesta en práctica de los cálculos de probabilidad impondrá que se postule un precio más alto, con base en las aparentes alternativas de:
- Perder 98 centavos
- Ganar un dólar y perder un dólar

Sin embargo, debe notarse que este cálculo de valor esperado no está apropiadamente realizado. El verdadero valor esperado de una nueva postura no es cero centavos, dada la naturaleza continua del juego. El valor de la postura es en realidad cero centavos multiplicado por la probabilidad de que el segundo jugador se retire en ese mismo punto más el valor de menos dos centavos multiplicado por la probabilidad de que el otro jugador se dé por vencido en la siguiente postura, y esto repetido en forma interminable, generándose una serie infinita que indica pérdida ilimitada.
```
  Resulta evidente que el valor esperado del juego de cualquier jugador que participe es menor o igual que 0. Puesto que el ganador/ra debería pujar 0.999cts o más, la segunda `puja más alta perdería su dinero y el resto obtendrían 0. Ningún jugador racional neutral o averso al riesgo entraría en la puja, de modo que, l@s participantes revelan ser amantes del riesgo y eso resolvería la paradoja, dado que están pagando por jugar e incurrir en riesgos. Sobre la 
aversión al riesgo
 véase por ejemplo: Robert S. Pindyck, Daniel L.Rubinfeld.(2009). Microeconomics.New Jersey:Pearson Prentice Hall.
```